# Tadeusz Woleński
Tadeusz Józef Woleński (ur. 4 lutego 1896 w Oleszycach, zm. 1940 w Katyniu) – pułkownik piechoty Wojska Polskiego, kawaler Orderu Virtuti Militari.

## Życiorys
Urodził się w Oleszycach, w ówczesnym powiecie cieszanowskim Królestwa Galicji i Lodomerii, w rodzinie Józefa.
W sierpniu lub wrześniu 1914 w Dziedzicach wstąpił do Legionu Śląskiego. Po złożeniu przysięgi w Mszanie Dolnej został wcielony do 2. kompanii I batalionu 3 Pułku Piechoty Legionów Polskich . 31 stycznia 1915 pod Maksymcem został ranny. 10 sierpnia 1917 został wymieniony jako sekcyjny w spisie oficerów, podoficerów i żołnierzy skierowanych na projektowany 6. Kurs Wyszkolenia w Zambrowie .
5 września 1919 został przydzielony czasowo (do reaktywacji) do Oddziału I Sztabu Dowództwa Okręgu Generalnego „Kielce” w Kielcach. 1 marca 1920 został przeniesiony z 26 Pułku Piechoty do Oddziału II Sztabu DOGen. „Kielce”. W czasie wojny z bolszewikami walczył w szeregach 8 Pułku Piechoty Legionów. 
Po zakończeniu działań wojennych pozostał w służbie zawodowej, w 8 pp Leg. w Lublinie. 3 maja 1922 został zweryfikowany w stopniu porucznika ze starszeństwem z 1 czerwca 1919 i 531. lokatą w korpusie oficerów piechoty. 18 lutego 1928 został mianowany majorem ze starszeństwem z 1 stycznia 1928 i 133. lokatą w korpusie oficerów piechoty. Był wówczas przydzielony do Dowództwa Okręgu Korpusu Nr II w Lublinie. 2 stycznia 1930 został przeniesiony do 25 Pułku Piechoty w Piotrkowie na stanowisko dowódcy I batalionu. W kwietniu 1932 został przeniesiony do Dowództwa Okręgu Korpusu Nr I w Warszawie na stanowisko kierownika referatu personalnego. W tym samym roku został przeniesiony do Dowództwa Okręgu Korpusu Nr VI we Lwowie i przydzielony do 6 Okręgowego Urzędu Wychowania Fizycznego i Przysposobienia Wojskowego na stanowisko inspektora WFiPW. W latach 1932–1935 działał w Polskim Związku Piłki Nożnej, w którym był m.in. komisarzem. 21 stycznia 1934 został wybrany prezesem Lwowskiego Związku Okręgowego Piłki Nożnej. We wrześniu 1933 został przeniesiony do 40 Pułku Piechoty we Lwowie na stanowisko dowódcy batalionu, a później do Korpusu Ochrony Pogranicza na stanowisko dowódcy Batalionu KOP „Nowe Święciany”. Na stopień podpułkownika został mianowany ze starszeństwem z 19 marca 1938 i 18. lokatą w korpusie oficerów piechoty.
W czasie kampanii wrześniowej 1939 dowodził rezerwowym 98 Pułkiem Piechoty.

## Ordery i odznaczenia
- Krzyż Srebrny Orderu Wojskowego Virtuti Militari[26]
- Krzyż Niepodległości (12 marca 1931)[27]
- Krzyż Walecznych (trzykrotnie)[28]
- Złoty Krzyż Zasługi (dwukrotnie: 10 listopada 1928[29][28], 16 lutego 1938[30][31])
- Medal 10 Rocznicy Wojny Niepodległościowej (Łotwa)[32]